# Xenylla lawrencei
Xenylla lawrencei är en urinsektsart som beskrevs av da Gama 1967. Xenylla lawrencei ingår i släktet Xenylla och familjen Hypogastruridae. Inga underarter finns listade i Catalogue of Life.